# 金子元久 (教育学者)
金子 元久（かねこ もとひさ、1950年3月12日 - ）は、日本の教育経済学者、教育社会学者、筑波大学大学研究センター特命教授。東京大学名誉教授。東京都出身。
「高等教育研究の第一人者」とされ、中央教育審議会委員をはじめ、日本学術会議会員、日本高等教育学会会長など各種の役職を多数歴任している。

## 経歴
東京都立九段高等学校、東京大学教育学部を卒業し、同大学院教育学研究科修士課程を経て、シカゴ大学でPh.D.を取得。
アジア経済研究所所員、ニューヨーク州立大学アルバニー校客員助教授、世界銀行コンサルタントを経て、広島大学助教授。
その後、東京大学助教授、教授となって、同大学院教育学研究科長・教育学部長を務め、2010年(平成22年)3月退職、4月より客員教授に着任、名誉教授の称号を得る。この間、放送大学客員教授を務めている。その後、国立大学財務・経営センター研究部長を経て、筑波大学大学研究センター特命教授となった。

## おもな著書

### 著書
- （山内乾史, 小方直幸との共著）卒業生からみた広島大学の教育―1993年卒業生調査から―、広島大学大学教育研究センター（高等教育研究叢書27）、1994年
- （小林雅之との共著）教育・経済・社会、放送大学教育振興会、1996年
- （小林雅之との共著）教育の政治経済学、放送大学教育振興会、2000年
- 大学の教育力：何を教え、学ぶか、筑摩書房（ちくま新書）、2007年
- 大学教育の再構築 = Reconstructing College Education in Japan：学生を成長させる大学へ、玉川大学出版部（高等教育シリーズ 160）、2013年

### 編著
- アジアのマンパワーと経済成長、アジア経済研究所（研究双書 no.317）、1983年
- （阿部美哉との共編）「大学」外の高等教育：国際的動向とわが国の課題、広島大学大学教育研究センター（高等教育研究叢書 6）、1990年
- 短期大学教育と現代女性のキャリア：卒業生追跡調査の結果から、広島大学大学教育研究センター（高等教育研究叢書 18）、1992年
- 近未来の大学像、玉川大学出版部（シリーズ「現代の高等教育」 3）、1995年